# ヒッパリオン
ヒッパリオン (Hipparion) は哺乳綱奇蹄目ウマ形亜目ウマ科に属する新第三紀鮮新世にいた属のこと。主にユーラシア大陸や北アメリカ大陸に生息していたウマ目ウマ科の哺乳動物。学名は「より良いウマ」の意。三趾馬。

## 形態
メリキップスの子孫であると考えられており、体長は1.4mほどで、現生のロバほとの大きさであった。また、各脚に3本の指を持っていた。中指以外の指は非常に退化し、小さくなっており、走行するときは地面に両端の蹄はついていなかったと考えられている。眼窩の前方に大きな窪みがあるのも特徴だが、この窪みの役割はまだ判明していない。高歯冠で臼歯は複雑だった。

## 分布
旧世界全土と北アメリカ大陸。